# امیر عبدالقادر (عین تموشنت)
امیر عبدالقادر (عین تموشنت) (به عربی: الأمیر عبد القادر) یک شهرداری در الجزایر است که در استان عین تموشنت واقع شده‌است. امیر عبدالقادر ۴۶٫۱۴ کیلومتر مربع مساحت و ۴٬۵۵۴ نفر جمعیت دارد.